# 泉州 (隋朝)
隋开皇九年（589年），改丰州为泉州（711年之前的泉州指的是福州，与今泉州（时武荣州）不同），治原丰县（今福建省福州市鼓楼区）。大业二年（606年），复改泉州为闽州。大业三年（607年），改闽州为建安郡。唐武德元年（618年），改建安郡为建州；四年（621年），移治建安县；六年（623年），复置泉州，领闽县、侯官县、新宁县（同年改为长乐县）、连江县、长溪县，治所设在闽县。辖境相当今福建全省。其后分置建州、漳州、汀州、武荣州等州，辖境缩小为闽江下游地区。武德八年（625年），置泉州都督府，治所在闽县，领泉州、建州、丰州。景云二年（711年），改为闽州；同时，改泉州都督府为闽州都督府，领闽州、武荣州、建州、漳州、潮州。
| 唐朝泉州辖县 | 唐朝泉州辖县                                                           |
| ------------ | ---------------------------------------------------------------------- |
| 623年        | 闽县、新宁县（改名长乐县）、温麻县（改名连江县）、侯官县（废除长溪县） |
| 625年        | 闽县、长乐县、连江县（废除侯官县）                                     |
| 627年        | 闽县、长乐县、连江县（南安县、龙溪县、莆田县来属）                     |
| 699年        | 闽县、长乐县、连江县（南安县、龙溪县、莆田县改属武荣州，新增万安县）   |
| 702年        | 闽县、长乐县、连江县、万安县（新增侯官县、温麻县）                     |
| 711年        | 闽县、长乐县、连江县、万安县、侯官县、温麻县                           |

唐朝泉州刺史
- 王义童（621年—625年）
- 陈弘（武德年间）
- 薛士通（627年）
- 方叙述（628年）
- 柳逖（630年）
- 卫总持（634年）
- 阎长信（637年）
- 刘伯英（642年）
- 元韶（646年）
- 任弘毅（649年）
- 薛献（贞观年间）
- 贺兰庆（贞观年间）
- 王孝敬（653年）
- 王大礼（661年）
- 张臣合（663年—664年）
- 萧嗣德（670年）
- 屈突诠（686年—688年）
- 曹某（垂拱年间）
- 李某（武周时）
- 乙速孤行俨（703年）
- 张承庆（710年）